# Tinglev Sø og Mose, Ulvemose og Terkelsbøl Mose
Tinglev Sø og Mose, Ulvemose og Terkelsbøl Mose este o arie protejată (arie de protecție specială avifaunistică — SPA) din Danemarca întinsă pe o suprafață de 919 ha, integral pe uscat.

## Localizare
Centrul sitului Tinglev Sø og Mose, Ulvemose og Terkelsbøl Mose este situat la coordonatele 54°57′30″N 9°12′50″E / 54.958333°N 9.213889°E.

## Înființare
Situl Tinglev Sø og Mose, Ulvemose og Terkelsbøl Mose a fost declarat arie de protecție specială avifaunistică în mai 1983 pentru a proteja 6 specii de animale.

## Biodiversitate
Situată în ecoregiunile atlantică și continentală, aria protejată nu include niciun habitat protejat.
La baza desemnării sitului se află mai multe specii protejate de  păsări (6): buhai de baltă (Botaurus stellaris), erete de stuf (Circus aeruginosus), erete cenușiu (Circus pygargus), cocor (Grus grus), sfrâncioc roșiatic (Lanius collurio), gușă albastră (Luscinia svecica).